# 資生堂・JAL レディスオープン
資生堂・JAL レディスオープン（しせいどう・JAL レディスオープン）は、化粧品大手の資生堂および資生堂ジャパンの主催、日本航空特別協賛、日本女子プロゴルフ協会公認の女子プロゴルフトーナメントで、毎年7月第1週に開催される。

## 概要
資生堂は2015年8月にJLPGAオフィシャルパートナーを契約し、紫外線対策の化粧品『ANESSA』を冠にした「資生堂 アネッサ レディスオープン」を2019年に初開催することになった。
第1回は7月4日から7日まで横浜市旭区の戸塚カントリー倶楽部で開催された。賞金総額1億2000万円、優勝賞金2160万円。
2020年は、新型コロナウイルスの影響により中止。2021年より大会名称が「資生堂 レディスオープン」に変更される。そのため、「資生堂 アネッサ レディスオープン」として開催されたのは、結果的に2019年の1度きりとなった。
2025年からは日本航空（JAL）が特別協賛という形で加わることになったことから、大会名称が変更となり、同年大会からは「資生堂・JAL レディスオープン」として開催することになった。

## 歴代優勝者
| 開催年                           | 優勝者                       | 優勝スコア                   | 2位との差                    | 2位（タイ）                  | 優勝賞金 （¥）               |                              |
| 資生堂・JAL レディスオープン     | 資生堂・JAL レディスオープン | 資生堂・JAL レディスオープン | 資生堂・JAL レディスオープン | 資生堂・JAL レディスオープン | 資生堂・JAL レディスオープン | 資生堂・JAL レディスオープン |
| -------------------------------- | ---------------------------- | ---------------------------- | ---------------------------- | ---------------------------- | ---------------------------- | ---------------------------- |
| 2025年                           | 永峰咲希                     | -9（279）                    | プレーオフ                   | 木戸愛                       | 21,600,000                   |                              |
| 資生堂 レディスオープン          |                              |                              |                              |                              |                              |                              |
| 2024年                           | 桑木志帆                     | -11（205）                   | 2打差                        | 堀琴音                       | 21,600,000                   |                              |
| 2023年                           | 櫻井心那                     | -10（278）                   | プレーオフ                   | 桑木志帆                     | 21,600,000                   |                              |
| 2022年                           | 青木瀬令奈                   | -14（274）                   | 2打差                        | 吉田優利 菊地絵理香          | 21,600,000                   |                              |
| 2021年                           | 鈴木愛                       | -10（134）                   | 1打差                        | 西郷真央 勝みなみ            | 21,600,000                   |                              |
| 資生堂 アネッサ レディスオープン |                              |                              |                              |                              |                              |                              |
| 2020年                           | 大会中止                     | 大会中止                     | 大会中止                     | 大会中止                     | 大会中止                     | 大会中止                     |
| 2019年                           | 渋野日向子                   | -12（276）                   | プレーオフ                   | イ・ミニョン                 | 21,600,000                   |                              |

## テレビ中継
- テレビ朝日系列24局ネットで大会最終日に生中継[注 3]。また、BS朝日、テレ朝チャンネル2でも生中継。2021年はAbemaTVとYouTube（テレビ朝日公式チャンネル）でも中継を実施した。